# 勐腊藤属
勐腊藤属（学名：Goniostemma）是萝藦科下的一个属，为藤状灌木植物。该属共有2种，分布于印度和中国。